# 第201軍事基地 (ロシア陸軍)
第201軍事基地（だい201ぐんじきち、ロシア語: 201-я военная база、略称201 ВБ）は、ロシア陸軍の軍事基地（師団級）。中央軍管区隷下。タジキスタン・ドゥシャンベ駐留。旧第201自動車化狙撃師団であり、同師団の名誉称号「ガッチナ」、赤旗勲章2個を継承している。

## 歴史

### 独ソ戦
- 1943年5月25日 - レニングラード戦線司令官レオニード・ゴヴォロフの指示により、解散された狙撃旅団に基づき第201狙撃師団（第2編成）の編成開始
- 1943年6月1日 - 編成完結式。同年末まで訓練に従事
- 1944年1月 - 前線に投入。ガチンの戦いで大戦果を挙げ、名誉称号「ガッチナ」を授与された。
- 1944年2月 - 第117狙撃軍団の編成下で、ケムカ村方面に攻勢を行い、ルガ川を強行渡河し、第120狙撃師団の南岸進出を支援した。ルガ奪取の功績に対して、2月13日、師団に戦闘赤旗勲章が授与された。
- 1944年7月 - ナルヴァ解放の功績に対して、隷下の第191狙撃連隊に名誉称号「ナルヴァ」が授与される。ナルヴァ解放後、第2打撃軍と共にタルトゥ地区に再配置された。
- 1944年9月 - ヴャイケ－エマ－イウィギ川を強行渡河。橋頭堡を確保した功績に対して、第191狙撃連隊にアレクサンドル・ネフスキー勲章が授与される。
- 1944年10月 - リガの戦いに投入され、同市を解放
- 1945年3月 - 第1打撃軍第1狙撃軍団の編成下でヴィスワ川を強行渡河

大祖国戦争中、師団からは3人のソ連邦英雄が輩出した。師団将兵には、レーニン勲章13個、赤旗勲章107個、1等祖国戦争勲章174個、2等祖国戦争勲章253個、赤星勲章1,260個、3等名誉勲章310個、「勇気に対する」メダル3,687個、「武勲に対する」メダル2,753個が授与された。

### 冷戦時代
- 1945年6月 - トゥクムス北西13kmに駐屯。同年8月、タジキスタンへの移動命令を受け、10月1日に移動完了
- 1947年 - 第325独立狙撃旅団に改編
- 1948年 - 山岳狙撃師団に改編。チョルマザク峠で連隊・大隊級演習実施
- 1949年 - ウズベキスタン、ウザル地区での管区演習に参加
- 1958年 - 山岳狙撃連隊に縮小（動員時に師団まで充足）
- 1961年9月～10月 - 師団の動員実施
- 1963年 - 戦車中隊（後に大隊）が増設され、自動車化狙撃師団となる。
- 1964年3月 - 戦時定員（師団）に復帰。ドゥシャンベ－デフカナバード－ケルチの行軍を実施。演習後、装備戦車がT-34-85からT-54に更新された。
- 1970年～1972年 - 夜間零下60度まで下がる冬季のアライ峡谷において、大隊級戦闘射撃演習実施

### アフガン戦争
第201師団は、第40軍の編成下で、アフガン戦争のほぼ全期間を戦った。
- 1979年12月23日 - 師団の一部がテルメーズを経由してアフガニスタン領内に侵攻。第40軍に編入
- 1980年2月14日 - 師団主力がソ連国境を横断し、クンドゥス飛行場に師団本部を置いた。配下部隊の初期配置は、以下の通り。
  - クンドゥス：第149親衛自動車化狙撃連隊、高射砲兵連隊、独立対戦車大隊、偵察大隊、衛生大隊、通信大隊、化学防護中隊等
  - クンドゥス北部郊外：砲兵連隊、統制・砲兵偵察中隊、工兵大隊、修理・復旧大隊、物的保障大隊
  - タシクルガン：第122自動車化狙撃連隊
  - プリ・フムリ：第395自動車化狙撃連隊
  - ソ連領内：第234戦車連隊、独立ロケット大隊
- 1980年度 - 年度検閲の結果により、ソ連国防相旗授与
- 1984年11月22日 - 師団に管区軍事会議の持ち回り赤旗が授与される。
- 1985年 - アフガン軍第18及び第20歩兵師団との共同作戦に参加
- 1985年5月4日 - 師団に2つ目の赤旗勲章が授与される。
- 1986年3月 - クンドゥス－ハナバード－タリカン道の封鎖を実施
- 1986年5月末 - アフガン軍と共同で、第395連隊の2個大隊が、カサイ、シシャナ、パシャイ峡谷で戦闘行動
- 1986年7月 - ハナバード－タリカン－イシカムィシュ地区の敵撃滅を目的とする「マニョーヴル」（Маневр）作戦に参加
- 1986年8月 - 第149連隊の2個大隊、偵察中隊、工兵中隊が、ヘラート州のムジャーヒディーン基地の破壊作戦に参加
- 1986年10月 - 「グラニート」（Гранит）作戦に参加し、他部隊の撤退を支援
- 1988年4月 - 「グラニート 1-2」（Гранит 1-2）作戦において、他部隊の撤退を支援
- 1988年6月～ - アフガニスタンからの一部部隊の撤収開始
- 1988年9月 - 撤収支援のため、師団本部がタシクルガンとマザリ・シャリフに進出
- 1989年1月～2月 - アフガニスタンからの撤収完了

アフガン戦争中、師団からは2人のソ連邦英雄（ナビ・アクラモフ、イーゴリ・プロスコノス）が輩出した。

### ロシア連邦軍
- 1993年～1999年 - タジキスタン内戦において、人道支援、インフラ修復等の平和創設活動に従事
- 2000年9月 - 多国籍平和維持演習「ツェントルアズバト-2000」（Центразбат-2000）に参加
- 2001年3月24日 - 沿ヴォルガ・ウラル軍管区に配属
- 2001年6月 - 師団本部に大祖国戦争、アフガン戦争、タジキスタン内戦中に戦死したガチンの戦士の記念碑が建てられる。
- 2004年10月 - 軍事基地に改編。当初、名称は、第4軍基地であったが、間もなく、元の師団番号に改称された。
- 2005年4月 - 集団安全保障条約機構の共同指揮所演習「ルベーシュ-2005」（Рубеж-2005）に参加

## 編制
軍事基地への改編時の編成を一部修正。
- 軍事基地本部
- 第92自動車化狙撃連隊 - ドゥシャンベ。2007年に解散
- 第149親衛自動車化狙撃連隊 - クリャーブ
- 第191自動車化狙撃連隊 - クルガン・チュベ
- 第670航空群 - アイニ飛行場。Su-25 x 5
- 第303独立ヘリ飛行隊 - アイニ飛行場。Mi-24 x 4、Mi-8 x 4
- 第295心理作戦支隊
- 第783独立偵察・電波電子戦大隊
- 第340独立修理・復旧大隊
- 第636独立物資保障大隊
- 第252独立通信大隊
- 第212独立通信大隊
- 第1058通信センター
- 第250独立工兵中隊
- 第1027独立運営小隊
- 第1379国家衛生・防疫監督センター
- 第2447独立糧食庫
- 第348軍事病院
- 第806貿易課
- 第33軍事警備司令部
- 第178軍事消防・救助業務コマンド
- 第22移動洗濯班
- 第23移動洗濯班
- 第24移動洗濯班
- 特使・郵便勤務局
- ドゥシャンベ兵舎運営班
- ドゥシャンベ守備隊軍事検察庁
- 第109軍事裁判所
- ロシアFSB課
- ロシア銀行第83604野戦施設
- 守備隊将校会館
- 駐タジキスタン共和国領土ロシア連邦軍軍事連絡代表部

## 歴代師団長・基地長
| 職名   | 就任年                  | 氏名                             | 階級     |
| ------ | ----------------------- | -------------------------------- | -------- |
| 師団長 | 1943年5月 - 1944年4月   | ヴャチェスラフ・ヤクートヴィッチ | 大佐     |
| 師団長 | 1944年4月 - 7月         | ヤーコフ・コジェヴニコフ         | 親衛大佐 |
| 師団長 | 1944年7月 - 9月         | ヴャチェスラフ・ヤクートヴィッチ | 少将     |
| 師団長 | 1944年9月 - 1946年7月   | アンドレイ・シリャエフ           | 親衛大佐 |
| 師団長 | 1946年7月 - 1950年6月   | ミハイル・クチェリャヴェンコ     | 少将     |
| 師団長 | 1950年6月 - 1951年8月   | イワン・グロモフ                 | 大佐     |
| 師団長 | 1951年8月 - 1952年11月  | パーヴェル・コジドゥブ           | 大佐     |
| 師団長 | 1952年11月 - 1953年12月 | ワレンチン・アパキゼ             | 少将     |
| 師団長 | 1953年12月 - 1954年12月 | アナトーリー・パヴロフスキー     | 大佐     |
| 師団長 | 1954年12月 - 1958年4月  | ニコライ・スクヴォルツォフ       | 少将     |
| 師団長 | 1958年4月 - 8月         | ピョートル・チョープロフ         | 大佐     |
| 師団長 | 1958年8月 - 1960年12月  | ミハイル・ルィビヤコフ           | 大佐     |
| 師団長 | 1960年12月 - 1962年8月  | ニコライ・スミルノフ             | 大佐     |
| 師団長 | 1962年8月 - 1964年2月   | ピョートル・サモホツキー         | 大佐     |
| 師団長 | 1964年2月 - 1966年7月   | アンドレイ・ショフコロヴィッチ   | 大佐     |
| 師団長 | 1966年7月 - 1967年8月   | アレクサンドル・ザポロージェツ   | 大佐     |
| 師団長 | 1967年8月 - 1973年8月   | ピョートル・マリャクシン         | 少将     |
| 師団長 | 1973年8月 - 1975年10月  | イワン・チェロンヴェーエフ       | 大佐     |
| 師団長 | 1975年10月 - 1977年7月  | ニコライ・シュマリ               | 大佐     |
| 師団長 | 1977年7月 - 1978年8月   | ヴィクトル・ブルガコフ           | 大佐     |
| 師団長 | 1978年8月 - 1981年3月   | ワレーリー・ステパノフ           | 大佐     |
| 師団長 | 1981年3月 - 1982年1月   | ヴィクトル・ドリュコフ           | 大佐     |
| 師団長 | 1982年1月 - 1983年2月   | ミハイル・シャーチン             | 大佐     |
| 師団長 | 1983年2月 - 1984年12月  | アナトーリー・シャポワロフ       | 少将     |
| 師団長 | 1984年12月 - 1986年2月  | エフゲニー・マラホフ             | 大佐     |
| 師団長 | 1986年2月 - 1987年8月   | ウラジーミル・シェホフツォフ     | 大佐     |
| 師団長 | 1987年8月 - 1989年4月   | ウラジーミル・ルズリャエフ       | 大佐     |
| 師団長 | 1989年4月 - 8月         | ニコライ・ジンキン               | 少将     |
| 師団長 | 1989年8月 - 1991年12月  | ニコライ・シェニショフ           | 少将     |
| 師団長 | 1991年12月 - 1992年5月  | ヴャチェスラフ・ザボロトヌイ     | 大佐     |
| 師団長 | 1992年5月 - 1993年7月   | ムフリディン・アシュロフ         | 少将     |
| 師団長 | 1993年7月 - 1994年1月   | ヴィクトル・チモフェーエフ       | 大佐     |
| 師団長 | 1994年1月 - 1995年6月   | ユーリー・ナウモフ               | 少将     |
| 師団長 | 1995年6月 - 1997年7月   | スヴャトスラフ・ナブズドロフ     | 少将     |
| 師団長 | 1997年7月 - 2001年9月   | ワレンチン・オルロフ             | 少将     |
| 師団長 | 2001年9月 - 2004年8月   | ユーリー・ペルミノフ             | 少将     |
| 師団長 | 2004年8月 - 2006年1月   | セルゲイ・ユージン               | 少将     |
| 基地長 | 2006年1月 -             | アレクセイ・ザヴィジオン         | 大佐     |